# مانفرد استفس
مانفرد استفس (انگلیسی: Manfred Stefes؛ زادهٔ ۲۸ مارس ۱۹۶۷) بازیکن فوتبال اهل آلمان است.
از باشگاه‌هایی که در آن بازی کرده‌است می‌توان به باشگاه فوتبال بروسیا مونشن‌گلادباخ و باشگاه فوتبال فورتونا دوسلدورف اشاره کرد.